# Ján Ilavský
Ján Ilavský (* 29. prosince 1950 Važec) je bývalý slovenský fotbalista, obránce.

## Fotbalová kariéra
V československé lize hrál za Duklu Praha, ZVL Žilina a Plastiku Nitra. V československé lize nastoupil ve 155 utkáních a dal 6 gólů. Dále hrál i za Duklu Banská Bystrica.

## Trenérská kariéra
Po skončení aktivní kariéry působí jako trenér. Trénoval mj. FC Nitra.

## Ligová bilance
| Ročník                                   | Zápasy | Góly | Minuty | Klub                  |
| ---------------------------------------- | ------ | ---- | ------ | --------------------- |
| 1. československá fotbalová liga 1971/72 | 8      | 1    | 647    | Dukla Praha           |
| 2. československá fotbalová liga 1974/75 | –      | –    | –      | Dukla Banská Bystrica |
| 1. československá fotbalová liga 1975/76 | 27     | 2    | –      | ZVL Žilina            |
| 1. československá fotbalová liga 1976/77 | 23     | 2    | –      | ZVL Žilina            |
| 1. československá fotbalová liga 1977/78 | 21     | 1    | 1800   | ZVL Žilina            |
| 1. československá fotbalová liga 1979/80 | 27     | 0    | 2383   | Plastika Nitra        |
| 1. československá fotbalová liga 1980/81 | 29     | 0    | 2545   | Plastika Nitra        |
| 1. československá fotbalová liga 1981/82 | 14     | 0    | 874    | Plastika Nitra        |
| 1. československá fotbalová liga 1982/83 | 6      | 0    | 512    | Plastika Nitra        |
| 1. LIGA CELKEM                           | 155    | 6    | 8114   |                       |